# Teckberg
Der Teckberg, im Volksmund oft Teck genannt, ist ein 774,8 m ü. NHN hoher Zeugenberg der Schwäbischen Alb. Auf dem Gipfel befindet sich die bekannte Burg Teck. Über den Berg verlaufen die Gemarkungsgrenzen der Stadt Owen, zu der auch die Burg gehört, und der Gemeinden Bissingen an der Teck und Lenningen.

## Beschreibung
Der Teckberg springt vom Albtrauf aus etwa 3 km in Richtung Norden vor und überragt das Albvorland um 350 m, das Lautertal um 400 m. Er wird von den etwa 602 m hohen Vorbergen Hörnle und Hohenbol nördlich bzw. nordwestlich flankiert. Beide Vorberge beinhalten Schlote des Schwäbischen Vulkans. Nördlich unterhalb des Hörnles befindet sich das Segelfluggelände Teck.
Die Hangoberkante des Teckbergs wird gebildet durch den Gelben Fels, ein Schwammriff des Jurameers aus hellem Kalk. Unter dem Gelben Fels befindet sich die 31 m lange und 45 m hohe Veronikahöhle, welche durch Spalten mit dem Verena-Beutlins-Loch verbunden ist. Östlich vom Gelben Felsen weisen drei Grabhügel aus der Hallstattzeit (800–400 v. Chr.) auf die frühe Besiedlung des Teckbergs hin. Unter der Burg Teck liegt die 35 m lange und 9 m hohe sagenumwobene Höhle Sibyllenloch, gegenüber die 22 m lange Sibyllen-Gegenhöhle. Sie wurde erst 1937 bei Wegebauarbeiten entdeckt und 1977 erforscht. Bei Ausgrabungen im Sibyllenloch wurden 1898/99 über 2000 Skelettreste von Höhlenbär, Höhlenlöwe, Höhlenhyäne und Wildpferd gefunden. So konnten zahlreiche Rückschlüsse auf die eiszeitliche Tierwelt gezogen werden.

## Schutzgebiete

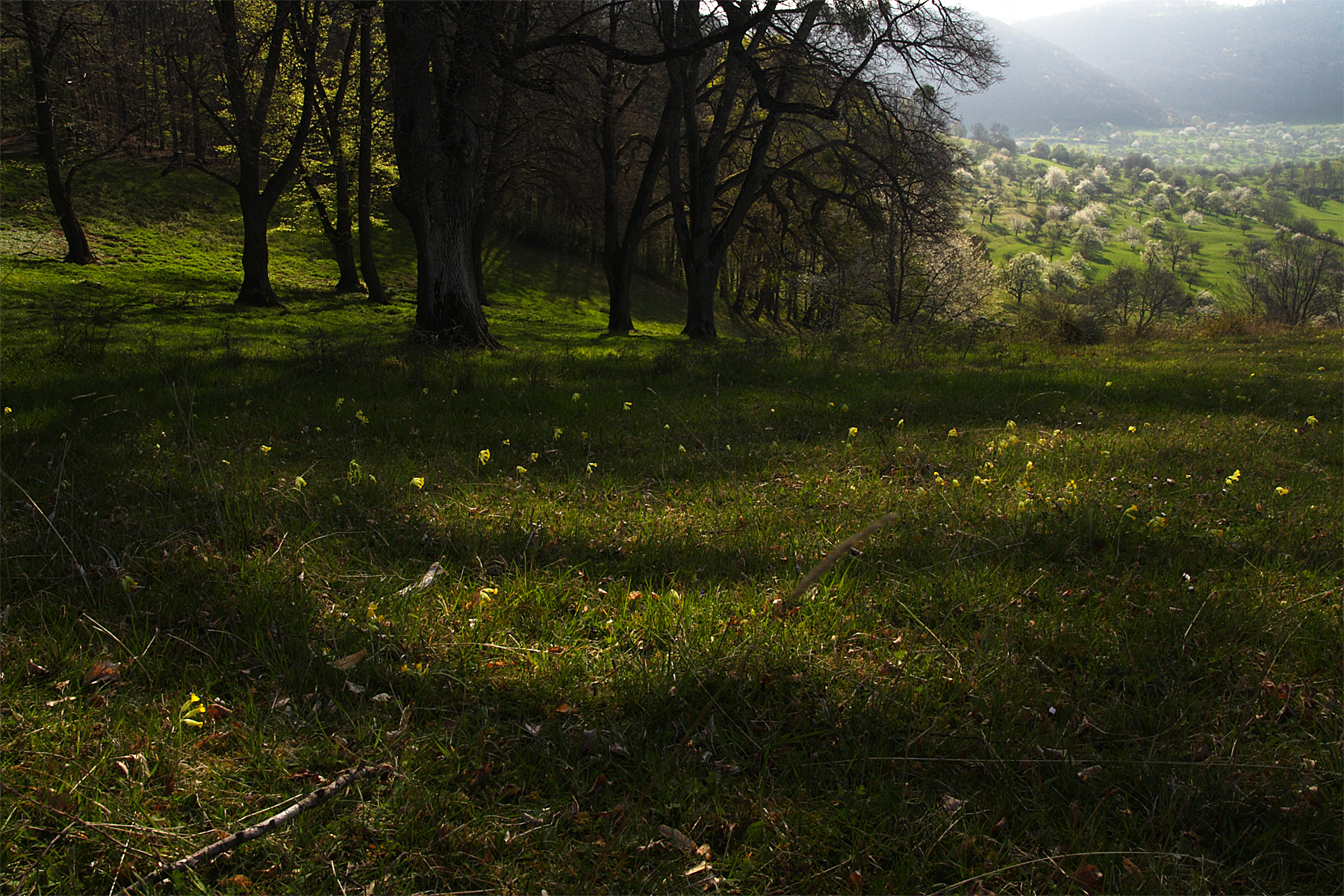
Schlüsselblumen, Frühlingsboten am Südwesthang des Naturschutzgebiets Teck, Schwäbischer Albtrauf

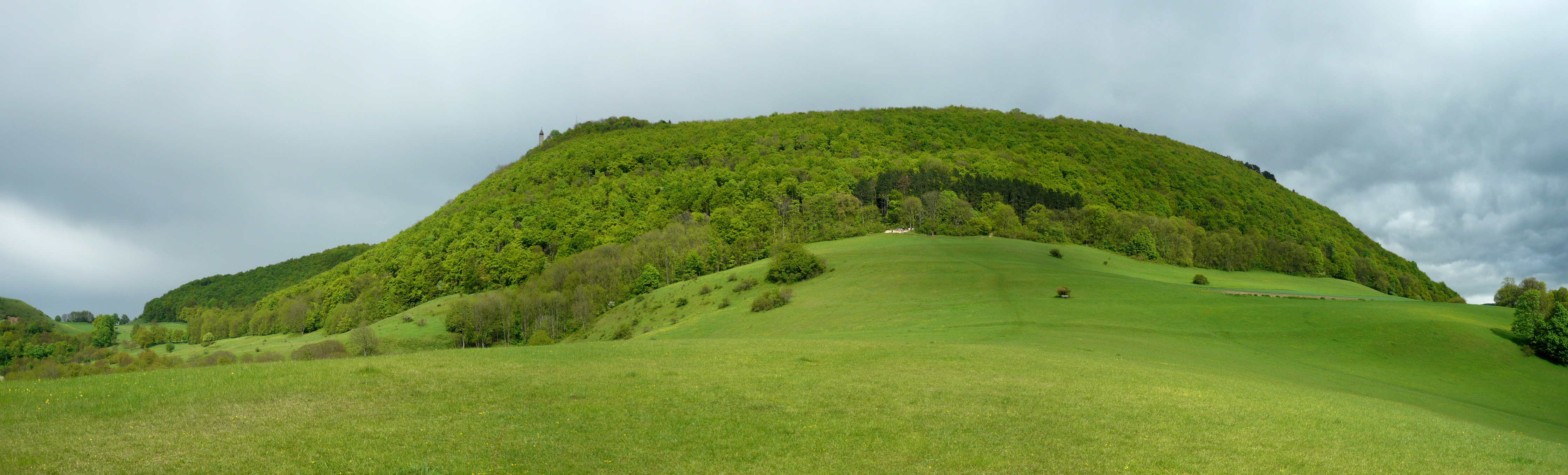
Teckberg von Westen

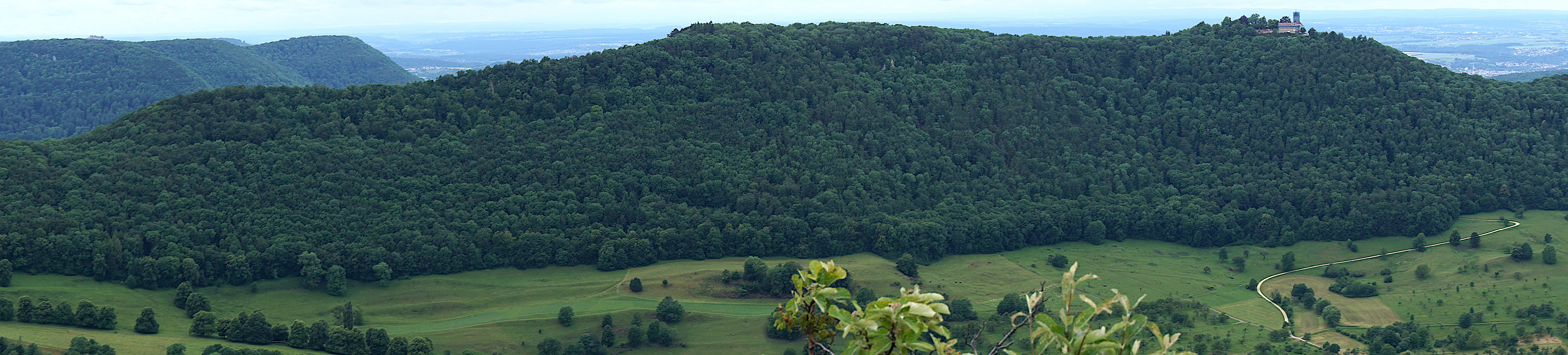
Teckberg vom Breitenstein in Osten aus gesehen

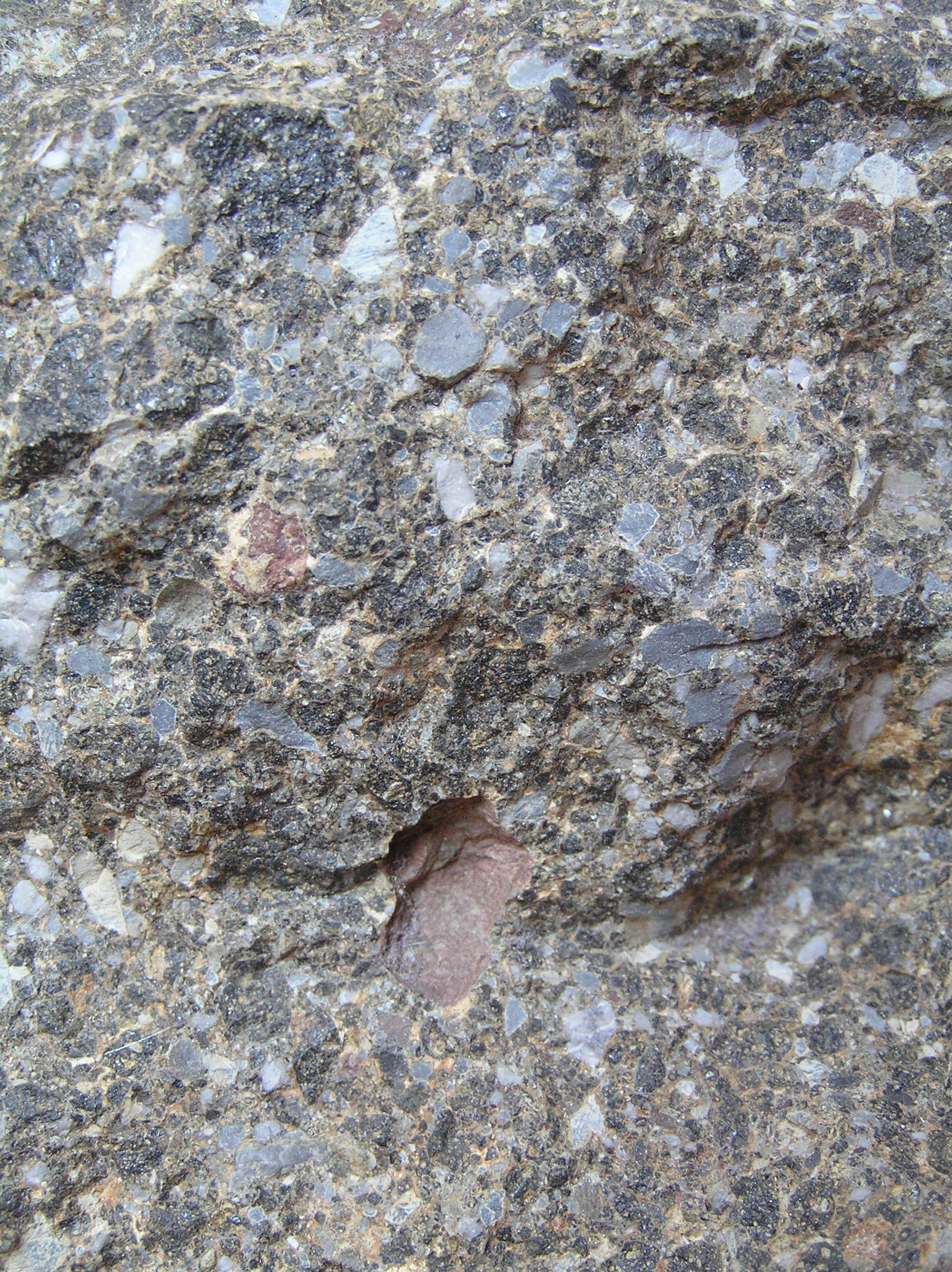
Typischer Tuffit vom Hohenbol

Der Teckberg ist ein Naturschutzgebiet (NSG-Nummer 1.237) im südlichen Baden-Württemberg, das mit Verordnung des Regierungspräsidiums Stuttgart vom 9. November 1999 auf einer Fläche von 386,0 Hektar ausgewiesen wurde. Ziel der Ausweisung ist die Erhaltung und Förderung einer außergewöhnlich vielfältigen Kulturlandschaft. Zu den geschützten Biotopen gehören großflächige Heiden, Feucht- und Trockenwiesen, Obstwiesen, Hecken, Waldsäume, Alleen, Hainen, Solitärbäume, Felsen, Höhlen, Quellen sowie seltene, naturnahe Waldgesellschaften.
Diese Biotope bieten hochwertige Lebensräume für zahlreiche, teils bedrohte Pflanzen- und Tierarten.
Botaniker konnten in diesem Gebiet 464 verschiedene Pflanzenarten nachweisen.
Ein Teil des Naturschutzgebiets, mit einer Fläche von 135,7 Hektar, ist als Schonwald ausgewiesen, um besonders schützenswerte Waldflächen zu erhalten.

## Zwischenfälle
- Am 10. Juni 1955 wurde ein schwerer Bomber des Typs Boeing B-29A Superfortress der United States Air Force (Luftfahrzeugkennzeichen 44-61780) bei dichtem Nebel gegen 23.30 Uhr Ortszeit unterhalb des „Gelben Felsens“ gegen den Teckberg, 1600 Meter östlich von Owen (Landkreis Esslingen, Baden-Württemberg), geflogen und zerschellte. Die vom  Militärflugplatz RAF Molesworth (England) kommende Maschine war wegen Nebels von Stuttgart zum Flugplatz Fürstenfeldbruck ausgewichen. Bei diesem CFIT (Controlled flight into terrain) wurden alle 10 Besatzungsmitglieder getötet.[2][3]